# Szabó Gábor (díjugrató)
Ifj. Szabó Gábor (Debrecen, 1991. augusztus 22. –) magyar díjugrató, kétszeres díjugrató magyar bajnok és kétszeres Budapest CSIO Grand Prix győztes.

2005-ben kezdődő sportkarrierje alatt számos hazai és nemzetközi versenyen történő eredményes szereplésével ma a lovasvilág élvonalában van. A kelet-magyarországi régióból egyengeti egyre sikeresebb karrierjét, külföldi ajánlatokat visszautasítva a gyökereihez hűen ragaszkodik. A versenysport mellett tudását napi szinten fiatal lovasoknak adja át, melyeknek nemcsak edzésével, de lovainak fejlesztésével is fáradhatatlanul dolgozik. Emellett pedig a sportág hazai népszerűsítését tűzte ki célul, iskolák és vállalatok látogatásával. Istállójában számos saját lóval is dolgozik és 2019-ben a magyar díjugratás legsikeresebb lovasa volt.

## Pályafutása
2003–2013
13 éves kora óta foglalkozik a lovakkal, a kezdetekben édesapja, a szintén díjugrató id. Szabó Gábor mellett segített az istállóban és kezdett edzeni, majd ezt követték a külföldi edzőtáborok és itthoni versenysport iránti törekvések. Lovas családból származik, dédnagyapja foglalkozása révén lókereskedő volt, édesapja is munka mellett lovakat tartott, versenyszerűen űzte a díjugratást. 2002-ben gyerek ügyességi lovas verseny sorozaton Magyar Bajnokságot nyert, 2003-ban tette le a díjugrató rajtengedély vizsgát és innen kezdődött a díjugrató karrierje. Ezt követően többször korosztályos Magyar Bajnokságot nyert Szolnokon és Mohácson. Megyei bajnokságok sorát nyerte fiatal lovasban kategóriákban, 2007-ben ifjúsági Európa Bajnokságon képviselte hazánkat, 2008-ban pedig Ifjúsági Magyar Bajnok lett. Itt kezdődött a Timpex Ménessel tartó együttműködése. 2009-ben a Fiatal Lovak Világbajnokságára (Belgium) szerzett minősülést és képviselte Magyarországot. 2010-ben kiemelkedő siker volt a Fiatal Lovas Magyar bajnoki győzelem, majd 2011-ben a portugál Fiatal Lovas Európa Bajnokságon történő részvétel. Ugyanebben a szezonban a Fiatal Lovas Magyar Bajnokságon 2. helyezést érte el. 
2012-ben a Fiatal Lovak Világbajnokságra (Belgium) szerzett minősülést és képviselte hazánkat, ahol középdöntőben aranyérmes lett. Fiatal Lovas Magyar Bajnokságon 3. helyezett lett, és a Fiatal Lova Európa Bajnokságon is részt vett magyar színekben Ausztriában. 2013-ban Fiatal Lovak Világbajnoksága (Belgium) alatt – Timpex Emlék nevű lovával 5 éves kategóriában a döntőben 242 indulóból 20 helyen végzett, a Felnőtt Magyar Bajnokság 3. helyezettje és a dániai Felnőtt Európa Bajnokság 9. helyezettje lett. 
2014–2019

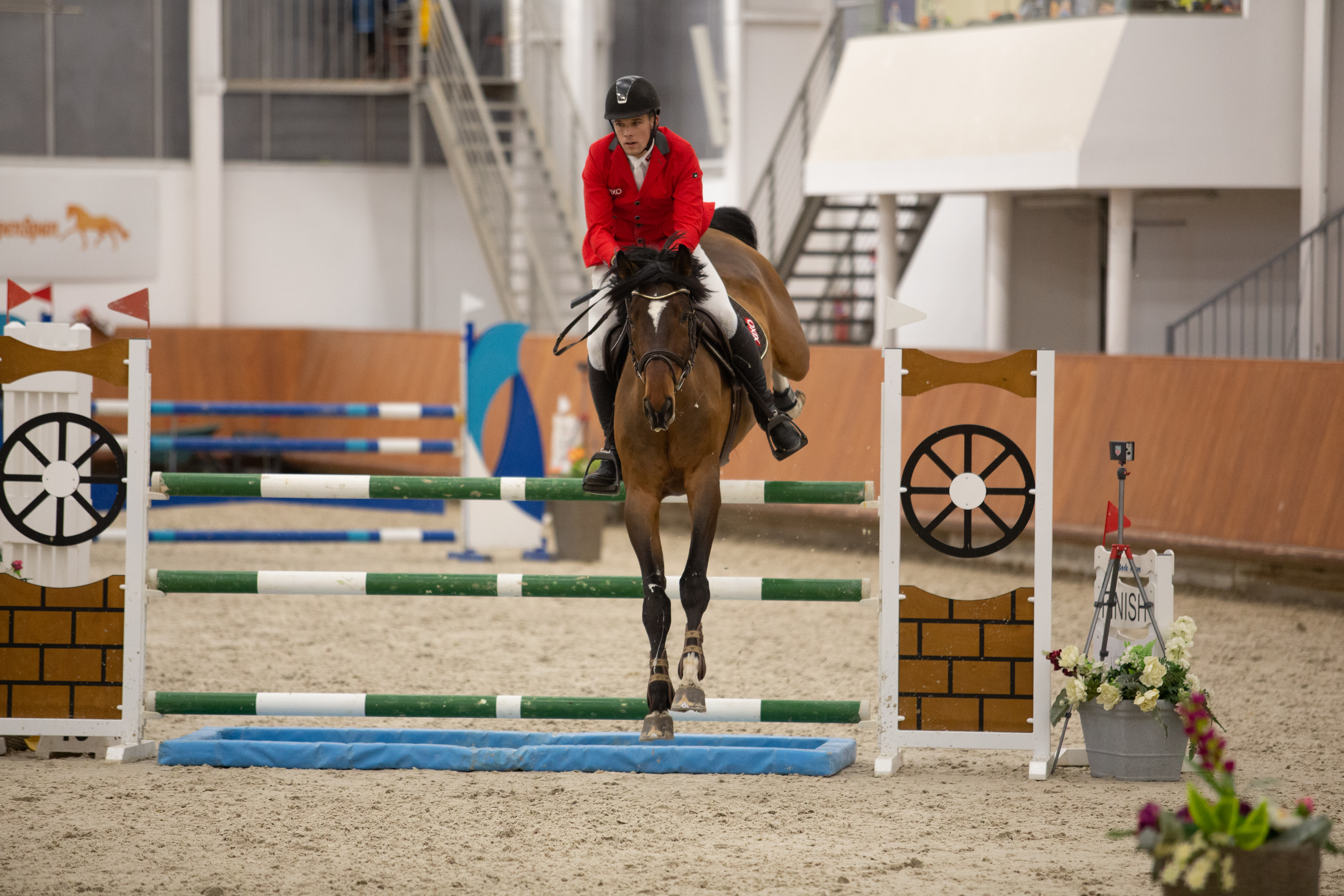
Versenyfelkészülés

2014-ben már felnőtt lovas kategóriában minősülést szerzett és részt vett a franciaországi Lovas Világjátékokon, majd a Timpex Ménes Bölcsész nevű lovával Felnőtt Magyar Bajnokságon 2. helyezett lett, valamint a Mén Kanca Verseny – Mezőhegyes Szuper döntőn szintén 2.helyezett lett vele. Timpex Cent nevű lovával a CSIO***W Világkupa forduló nagydíját győzelemmel zárta Budapesten.  
2015-ben a Magyar Bajnokság 4. helyét hozta el, részt vett a németországi Felnőtt Európa Bajnokságon és az Olimpiai Kvalifikációs Versenyen Szlovákiában a CSI***  3. helyezettje lett. 
2016-ban a legkiemelkedőbb teljesítménnyel újra Felnőtt Magyar Bajnok lett, részt vett a Fiatal Lovak Világbajnokságán Belgiumban és a CSIO***W Világkupa forduló nagydíját is megnyerte Budapesten Timpex Bölcsésszel. A Timpex Ménes Emlék nevű lovával a  Mén Kanca Verseny a Mezőhegyes Szuper Döntőn 1. helyett lett. 
2017-ben részt vett a svédországi Felnőtt Európa Bajnokságon, minősülést szerzett a Lengyelországban megrendezett liga döntőben az Amerikában megrendezésre kerülő Világ Kupa döntőre, ahová a történelemben 5. magyarként jutott ki. Az Egyesült Államokbeli Omahában megrendezett Világ Kupa döntőn 21. lett. 
2018-ban részt vett a Tryonban (USA) megrendezett Lovas Világjátékokon és újra Magyar Bajnok lett Budapesten. A CSIO*****W Világkupa forduló nemzetek díja futamán Budapesten 2. helyezett lett és a történelemben először minősülést szerzett a magyar csapatban Barcelonába a Nemzetek Díja döntőre. 
2019-ben 3. helyezett lett a CSI***W Olimpiai Minősítő csapatversenyén Budapesten, első helyezett a CSI***W Világkupa forduló Nagydíján Budapesten, megnyerte a Hortobágyi Nemzetközi Lovasnapok Nagydíját és 4. helyezett lett a CSIO*****W Világkupa forduló Nemzetek díján Athénban. Ezen kívül a Nemzeti Vágta Puissance 201cm-es kategóriájában is győzelmet aratott.